# Simulium kamtshadalicum
Simulium kamtshadalicum är en tvåvingeart som beskrevs av Yankovsky 1996. Simulium kamtshadalicum ingår i släktet Simulium och familjen knott. Inga underarter finns listade i Catalogue of Life.